# Hans Ulrich Baumberger
Hans Ulrich Baumberger (Herisau, 7 april 1932 – 31 oktober 2022) was een Zwitsers ondernemer, rechter en politicus voor de Vrijzinnig-Democratische Partij (FDP/PRD) uit het kanton Appenzell Ausserrhoden. Hij zetelde van 1971 tot 1975 in de Nationale Raad en nadien tot 1983 in de Kantonsraad.

## Biografie
Hans Ulrich Baumberger was voorzitter van de afdeling van de Vrijzinnig-Democratische Partij van zijn kanton. Tussen 1978 en 1984 zetelde hij in de Kantonsraad van Appenzell Ausserrhoden, het kantonnaal parlement.
Bij de parlementsverkiezingen van 1971 werd hij verkozen in de Nationale Raad. In 1975, bij de volgende verkiezingen, werd hij verkozen in de andere kamer van de Zwitserse Bondsvergadering, de Kantonsraad. In 1979 werd hij herverkozen en in 1983 stelde hij zich niet herverkiesbaar. In het parlement was Baumberger een specialist in de economische dossiers en pleitte hij voor een sterk Zwitsers leger.
Hij had tevens een zitje in verschillende raden van bestuur van grote bedrijven, waaronder luchtvaartmaatschappij Swissair.
Baumberger overleed op 90-jarige leeftijd.